# 寛受院
- 寛受院（かんじゅいん）は、東京都豊島区にある日蓮宗系の単立寺院。かつては長遠山慶印寺の塔頭寺院であった。

## 歴史
1694年（元禄7年）、日親によって開山された。元々は浅草に位置していたが、1917年（大正6年）に現在地に移転した。
1945年（昭和20年）に建物疎開の一環で取り壊され、近くの番神堂に移った。戦後は日蓮宗から離脱し、1950年（昭和25年）に再建された。

## 交通アクセス
- 東池袋駅より徒歩2分。